# Nuuk Lufthavn
Nuuk Lufthavn (grønlandsk: Mittarfik Nuuk) (IATA: GOH, ICAO: BGGH) er en lufthavn, der betjener hovedstaden Nuuk i Grønland. Lufthavnen er teknisk base og fokusby for Air Greenland, der er det nationale luftfartsselskab i Grønland. Der er forbindelser til næsten alle byer i Grønland, herunder til det tidligere internationale knudepunkt i Kangerlussuaq. Nuuk Lufthavn er den største af seks internationale lufthavne i Grønland. 
Lufthavnen blev bygget i 1979 for at betjene hovedstaden og den største by i Grønland med mindre fly, som kan lande og lette på korte landingsbaner og havde en landingsbane er på 950 m. Den betjente tidligere for det meste indenrigsruter, og internationale forbindelser til Island og Canada.
En større udvidelse af lufthavnen i 2024 har gjort det muligt at lande større passagerfly og dermed skabe grundlag for flere internationale forbindelser til og fra Nuuk. Den udvidede lufthavn åbnede officielt den 28. november 2024.

## Geografi
Lufthavnen er beliggende ca. 3,7 km nordøst for centrum af Nuuk, og den er således beliggende meget bynært. 

## Historie

### Vandflyer-æraen
Efter etableringen af Air Greenland den 7. november 1960 som Grønlandsfly, blev Nuuk alene betjent af flyvebåden PBY Catalina, som benyttede vandet omkring byen til at lette og lande. I 1962 styrtede en  PBY Catalina ned nær havnen i Nuuk, hvor alle 15 ombord blev dræbt.

### Helikopter-æraen
Tragedien i 1962 var en af årsagerne til, at man besluttede at investere i en helikopterflåde. Den amerikanskproducerede Sikorsky S-61 betjente byen fra 1965 til slutningen af 1970'erne.
Selv efter anlægget af lufthavnen i 1979, fortsatte S-61-helikopterne med at forbindelse Nuuk med den mindre by Paamiut indtil 2007, hvor lufthavnen her stod færdig og erstattede den gamle heliport.

### Regionalt lufthavnsnetværk
Nuuk Lufthavn blev bygget i 1979, da det nyetablerede hjemmestyre besluttede at skabe et netværk af regionale lufthavne, som kunne betjenes med mindre fly.
Lufthavnen blev oprindeligt bygget med en asfalteret landingsbane i retning 05/23 med en længde på 950 m og beliggende 86 m over havets overflade. Lufthavnsterminalen er beliggende mod øst ved foden af bjergetQuassussuaq (Lille Malene). 
Det var en prioritet for hjemmestyret, at der blevet etableret en lufthavn i landets største by Nuuk. I den første bølge af lufthavne i det regionale netværk blev der desuden etableret lufthavne i Kulusuk i Sydøstgrønland og Ilulissat blev etableret. 

### Udvidelse af netværket
Den første internationale flyvning fra Nuuk var til Iqaluit i Nunavut i Canada, som blev drevet fra 1981 til 1994. I 1981 åbnede Grønlandsfly en rute til Reykjavik via Kulusuk.
I 1990'erne voksede antallet af lufthavne i det regionale netværk, hvorefter der nu var forbindelse til Sisimiut, Maniitsoq, Aasiaat, Upernavik og Qaarsut.

### Efter årtusindeskiftet
Da ruterne til Canada og Island ikke altid har været kommercielt levedygtige, har den primære indgang for internationale fly til og fra Grønland været i Kangerlussuaq Lufthavn i det centrale Vestgrønland, der er beliggende 319 km nord for Nuuk. Denne lufthavn er arvet fra det amerikanske luftvåben, der lukkede Sondrestrom Air Base den 30. september 1992 og overdrog den til det grønlandske hjemmestyre.
Lufthavnen var dog stadig begrænset af den korte landingsbane, hvorfor mulighederne for internationale forbindelser var begrænset. Icelandair åbnede en rute fra Reykjavík i 2007. For at konkurrere med Icelandair, annoncerede Air Greenland åbning af nye forbindelser til Island.
Air Greenlands sæsonflyvninger til Iqaluit i Canada blev endelig genoptaget i sommeren 2012, men blev lukket igen før sommeren 2015. Air Greenland relancerede sin sommersæsonrute mellem Nuuk og Iqaluit med en ugentlig frekvens for sæsonen 2024 ved hjælp af sin Dash 8.

### Forslag til udvidelse
I betragtning af, at Nuuk er det kommercielle og administrative centrum i Grønland, og har i de senere år oplevet en markant vækst samt en stigende turisme, var der et behov for at forbedre flyforbindelserne til landets hovedstad. Mere end en tredjedel af landets befolkning er bosat i Nuuk, og hovedparten af de statslige institutioner er beliggende i byen. Nødvendigheden i at skifte fly i Kangerlussuaq for de fleste internationale flyvninger har været dyrt og tidskrævende for passagererne, især for større grupper, der bruger langdistancecharterfly.
Den korte landingsbane gjorde, at lufthavnen var ubrugelige for selve mindre, regionale jetfly, f.eks. Bombardier CRJ-familien. Derfor har det alene været mindre fly i STOL-kategorien, som har kunne betjene lufthavnen.
Spørgsmålet om en lufthavnsudvidelse har længe været et kontroversielt emne i Grønland. Der opstod mange udfordringer og problemstillinger i forbindelse med beslutningen om lufthavnens fremtid, herunder omkostninger, flysikkerhed, kommercielle effekter på Air Greenland og konsekvenser for servicefrekvensen til andre områder af Grønland.
De vejrmæssige og geografiske forhold udgør en operationel udfordring for en udvidelse af lufthavnen. En vanskelig indflyvning i det bjergrige område kan være farligt i voldsomt vejr, som ikke er ualmindeligt i Nuuk. Derudover var den nordlige ende af landingsbanen placeret mindre end 700 m fra fjorden Nuup Kangerlua og mod syd ville en udvidelse kommer tæt på den nye bydel Qinngorput. Der blev desuden rejst bekymringer om flyforbindelserne til og fra Nuuk kunne opretholdes i anlægsperioden.
Air Greenland var desuden modstander af at skulle flytte sit knudepunkt fra Kangerlussuaq, blandt grundet de omkostninger der ville være forbundet med en flytning. Derudover fremhævede Air Greenland de gunstige vejrforhold ved Kangerlussuaq, som er beliggende inde i landet og kun ca. 30 km fra indlandsisen. Her er der generelt stabile vejrforhold, mens der på kysten ofte er kysttåger, storme, kraftigt snefald og hyppig turbulens.
Det var derfor en udfordring for regeringen Naalakkersuisut at træffe en beslutning om lufthavnens fremtid. Der var et stort ønske om direkte forbindelser til og fra Nuuk, blandt andet af hensyn til krydstogtturismen. 
Der var både forslag om at udvide landingsbanen fra 950 m til enten 1.199 m, 1.700 m eller 2.200 m. Sidstnævnte ville tillade direkte fly fra Danmark. Et andet forslag var at etablere en ny lufthavn med en banelængde på 2.800 eller 3.000 m på øerne Angisunnguaq eller Qeqertarssuaq, der er beliggende et par kilometer syd for Nuuk. En ny lufthavn på øerne blev vurderet til at koste 2-3 milliarder kroner.
Et andet alternativ var at benytte lufthavnen i Keflavík ved Reykjavik i Island som det internationale knudepunkt og lave en mindre udvidelse af lufthavnen i Nuuk, så den kan modtage mindre jetfly.

### Udvidelse af landingsbane og lufthavn
Beslutningen om at forlænge landingsbanen til 2.200 m og bygge en ny terminal, udvide forpladsen og nye servicebygninger, blev taget i 2016. Det statsejede selskab Kalaallit Airports A/S blev stiftet med det formål at bygge eller ombygge lufthavnene i Nuuk, Ilulissat og Qaqortoq og derefter eje dem.
Byggeriet af den nye lufthavn i Nuuk startede i november 2019. Formål at opretholde driften i anlægsfasen, blev den sydlige del af den nye landingsbane anlagt og taget i brug i november 2022. Den fulde længde på 2.200 m forventes at blive taget i brug den 28. november 2024.
Air Greenland har annonceret, at fremover vil flyve direkte til København fra Nuuk med deres store Airbus A330-800. Air Greenland har desuden meddelt, at de vil flyve direkte til Billund og Aalborg fra 2025.
Icelandair planlægger desuden at øge frekvensen mellem Keflavík i Reykjavik og øge kapaciteten med større fly.
Den 10. oktober 2024 meddelte United Airlines, at de for første gang nogensinde vil lancere en direkte flyvning fra Newark til Nuuk, der opererer to gange ugentligt fra den 14. juni 2025.

## Faciliteter
Nuuk Lufthavn har en passagerterminal og en fragtterminal for Air Greenland. Det fungerer som den tekniske base for Air Greenland. Navigationshjælpemidler, der betjener lufthavnen, omfatter GH NDB, LOC instrumentindflyvning og DME-afstandsmålingsudstyr.  En ny terminal åbnede i juni 2024, som for første gang indførte sikkerhedskontrol i Nuuk Lufthavn. Terminalen har fire udgange (gates), adskilt fra Schengen/ikke-Schengen-områder og paskontrolfaciliteter.
Air Greenlands Bombardier Dash 8-Q200 turbopropfly, der blev erhvervet i foråret 2010, har base i lufthavnen. Nuuk Lufthavn er også hjemsted for Beechcraft King Air B200 "Amaalik", der bruges til ambulancefly og lejlighedsvise charterflyvninger. 

## Flyselskaber og destinationer
| Flyselskaber                | Destinationer |
| --------------------------- | --- |
| Air Greenland               | Aasiaat, København (begynder 29. november 2024) Ilulissat, Kangerlussuaq, Kulusuk, Maniitsoq, Narsarsuaq, Paamiut, Reykjavík–Keflavík, Sisimiut Sæson: Aalborg (begynder 18. juni 2025), Billund (begynder 18. marts 2025), Iqaluit |
| Icelandair                  | Reykjavík-Keflavík |
| United Airlines             | Sæsonbestemt: Newark (begynder 14. juni 2025) |
| Scandinavian Airlines - SAS | Sæsonbestemt: København (begynder 27. juni 2025) |

## Landtransport
Der er forbindelse mellem bymidten og lufthavnen med buslinje 3, der opereres af Nuup Bussii. Der er også adgang med taxaer.

## Ulykker og hændelser
- I 1973 styrtede en Sikorsky S-61N helikopter under ledelse af Grønlandsfly ned i farvandet omkring 40 km syd for Nuuk på grund af en mulig fejl i hovedrotoren. 15 mennesker blev dræbt, alle om bord, inklusive passagerer.[30]

- Den 7. juni 2008 styrtede en Eurocopter AS350 fra Air Greenland ned på landingsbanen i Nuuk Lufthavn.  Der var ingen personskader, men helikopteren var så beskadiget, at den ikke kunne repareres.[31][32]

- Den 4. marts 2011 kollapsede landingsstellet på en Air Iceland Dash 8'er, da den landede på landingsbanen. Der var ingen personskader, men flyet fik alvorlige skader. [33]

## Eksterne links
- AIP for BGGH fra Statens Luftfartsvæsen Arkiveret 13. marts 2013 hos  Wayback Machine